# Carroll Baker (actrice)
Carroll Baker (Johnstown, 28 mei 1931) is een Amerikaans actrice. Haar filmdebuut was in de film Easy to Love. Daarnaast heeft ze in films als Something Wild en The Game gespeeld.

## Selectieve filmografie
- Easy to Love (1953)
- Baby Doll (1956)
- The Big Country (1958)
- Station Six-Sahara (1962)
- How the West was won  (1962)
- The Carpetbaggers (1964)
- Orgasm (1969)
- So Sweet, So Perverse (1969)
- The Spider (1970)
- Paranoia (1970)
- The Fourth Mrs. Anderson (1971)
- Captain Apache (1971)
- The Devil Has Seven Faces (1971)
- Bait (1976)
- Andy Warhol's Bad (1977)
- Cyclone (1978)
- The World Is Full of Married Men (1979)
- The Sky is Falling (film) (1979)
- The Watcher in the Woods (1980)
- Kindergarten Cop (1990)
- Gipsy Angel (1994)
- In the Flesh (1995)
- Skeletons (1996)
- The Game (1997)
- Nowhere to Go (1998)
- Cinerama Adventure (2002)